# René Caillié
René Caillié   (Mauzé-sur-le-Mignon, 19 de novembre de 1799 - La Gripperie-Saint-Symphorien, 17 de maig de 1838) fou un viatger francès. Va assolir fama per ser el primer europeu a tornar de Timbuctu, una de les ciutats més emblemàtiques del riu Níger, a Mali. Caillié havia estat precedit a Tombuctú per un oficial britànic, el major Alexander Gordon Laing, que va ser assassinat el setembre de 1826 en abandonar la ciutat. Caillié va ser, doncs, el primer a tornar viu.

## Biografia
René Caillié va néixer el 19 de novembre de 1799 a Mauzé-sur-le-Mignon, un poble del departament de Deux-Sèvres a l'oest de França. El seu pare, François Caillé, havia treballat com a forner, però quatre mesos abans que nasqués René va ser acusat de petit robatori i condemnat a 12 anys de treballs forçats en una colònia penal a Rochefort. Va morir allà el 1808, a l'edat de 46 anys. La mare de René, Élizabeth née Lépine, va morir tres anys més tard el 1811 als 38 anys. Després de la seva mort, René i els seus La germana de 18 anys, Céleste, va ser atesa per la seva àvia materna.

## Primers viatges a Àfrica
A la introducció del seu Viatges per l'Àfrica Central a Tombuctú, Caillié va descriure com d'adolescent havia estat fascinat pels llibres de viatges i exploració:
| «               | ... i tan bon punt vaig saber llegir i escriure, em van posar a aprendre un ofici, al qual aviat em va desagradar, a causa de la lectura de viatges i viatges, que ocupava tots els meus moments d'oci. La Història de Robinson Crusoe, en particular, va inflamar la meva jove imaginació: estava impacient per trobar aventures com ell; no, ja vaig sentir l'ambició d'indicar-me amb algun descobriment important que em va sorgir al cor. | » |
| — René Caillié, | |   |

Amb només setze anys, abandonà el seu poble amb 60 francs que havia heretat de la seva àvia, Va anar cap al port de Rochefort, 50 Km de Mauzé-sur-le-Mignon al riu Charente. Allà  s'enrolà com a grumet del Loire, un magatzem naval francès que havia d'acompanyar la fragata francesa Méduse i altres dos vaixells que partiren de Bordeus per tal de recuperar el Senegal, que el Tractat de París havia retornat a França després de la caiguda de Napoleó Bonaparte. Un dels vaixells d'aquesta expedició era La Méduse, conegut pel cèlebre quadre de Géricault La bassa de la Medusa, que il·lustra el trist episodi en què els tripulants del vaixell, embarrancat davant de les costes de Mauritània, quedaren a la mercè de les ones en una bassa. Quan els tres vaixells francesos restants van arribar a Saint-Louis, es van trobar que el governador britànic no estava preparat per lliurar la colònia, així que els vaixells van continuar cap al sud i van amarrar a l'illa de Gorée, prop de Dakar. Caillié va passar uns mesos a Dakar, llavors només un poble, abans de tornar amb vaixell a Saint-Louis. Allà es va assabentar que una expedició anglesa dirigida pel Major William Gray s'estava preparant per sortir des del Gàmbia per explorar l'interior del continent. Caillié va voler oferir els seus serveis i va partir per la costa amb dos companys. Tenia la intenció de cobrir els 300 km (190 mi) a peu, però la calor opressiva i la manca d'aigua esgotaven. Va abandonar el seu pla a Dakar i, en canvi, va obtenir un pas lliure en un comerciant a través de l'Atlàntic fins a Guadalupe.
Més afortunat, René arribà a Sant Lluís, al Senegal, i intentà unir-se a una expedició anglesa que seguia les passes de Mungo Park, el cèlebre explorador que portava deu anys desaparegut a l'Àfrica, però no tingué èxit i per sobreviure es veié obligat a embarcar en un viatge a l'illa de Guadalupe, a les Antilles. Park havia estat el primer europeu a arribar al riu Níger i visitar les ciutats de Ségou, Sansanding i Bamako. Un relat del seu primer viatge s'havia publicat en francès el 1799. Park va fer una segona expedició a partir del 1805, però es va ofegar en baixar pels ràpids del Níger, prop de Bussa, a l'actual Nigèria. Un relat del segon viatge s'havia publicat en anglès el 1815. Des d'allà tornà a Bordeus i després va viatjar al Senegal on va arribar a finals de 1818,  Va fer un viatge a l'interior fins a l'estat precolonial de Bundu per portar subministraments per a una expedició britànica, però va caure malalt de febre i es va veure obligat a tornar a França.
El 1824 va tornar al Senegal per tercera vegada amb el desig de visitar l'interior africà. La Société de Géographie, amb seu a París, oferia una recompensa de 9.000 francs al primer europeu que va veies i tornes viu de Tombuctú, creient que era una ciutat rica i meravellosa.  Va passar vuit mesos amb els Brakna Moors que vivien al nord del riu Senegal, aprendre àrab i ensenyar, com a convers, les lleis i costums de l'Islam. Va presentar el seu projecte d'arribar a Tombuctú davant el governador de Senegal, però sense rebre cap estímul es va dirigir a Sierra Leone on les autoritats britàniques el van nomenar superintendent d'una plantació d'índigo. Després d'haver estalviat 80 lliures esterlines, es va unir a una caravana dels Mandenkàs cap a l'interior. Anava vestit de musulmà i va donar a conèixer que era un àrab d'Egipte que havia estat portat pels francesos al Senegal i que tenia ganes de recuperar el seu propi país.

## El viatge a Tumbuctú
Durant els anys següents, René viatjà diverses vegades a les Antilles a fi d'estalviar diners per realitzar el somni de la seva vida, arribar a Timbuctu. Mentrestant, el 1824, Alexander Gordon Laing, procedent de Trípoli, aconseguí arribar a la ciutat, però fou assassinat quan en marxava.
René sabia que Timbuctú és considerada ciutat santa pels musulmans i que els estrangers no hi eren benvinguts, de manera que adoptà un pla: en primer lloc, havia d'aprendre els costums locals, estudiar l'Alcorà i havia de poder expressar-se en àrab. El 1827, per fi, sortí de Sant Lluís amb una petita caravana, fent-se passar per un egipci que havia estat enrolat per força en les tropes de Napoleó i desitjava tornar a casa seva.
El seu aspecte europeu no deixarà d'ocasionar-li problemes, però per fi entrà a Mali i aconseguí arribar a Djenné, a la conca del riu Níger, a 500 quilòmetres de Timbuctú. Allà s'embarcà a bord d'una petita xalupa i un any després de la seva partida del Senegal, el 20 d'abril de 1828, assolí d'arribar la ciutat somiada, Timbuctú, fent-se passar per musulmà.
Romangué dues setmanes a la ciutat, prenent notes que guardava entre les pàgines de l'Alcorà, i l'abandonà en una caravana d'esclaus que partia cap al Marroc travessant el Sàhara. El 12 d'agost d'aquell any arribà a Fes, i pocs dies després a Tànger, on es presentà davant del cònsol francès. El 1830, després de 16 anys d'absència, tornà per fi a França, i, el desembre, la Societat Geogràfica li feu lliurament dels deu mil francs que havia promès a qui tornés de Timbuctu amb una descripció de la ciutat.
El 1830 publicà una narració del seu viatge, Journal d'un voyage à Tombouctou, que li assegurà un gran renom. Va morir de tuberculosi el 17 de maig de 1838, a La Gripperie-Saint-Symphorien, al departament de Charente-Maritime on era propietari del senyoriu L'Abadaire.